# Orchis pâle
 (septembre 2024).
Orchis pallens
Espèce
Synonymes
Orchis sulphurea Sims, 1825
Orchis pseudopallens K.Koch, 1846
Statut de conservation UICN

 LC  : Préoccupation mineure
Statut CITES
L’Orchis pâle (Orchis pallens) est une espèce d'orchidées terrestres d'aire européenne, appartenant au genre Orchis et au groupe de l'Orchis mâle (Orchis mascula).

## Étymologie
Du latin pallens (pâle), se référant à la teinte des fleurs.

## Description

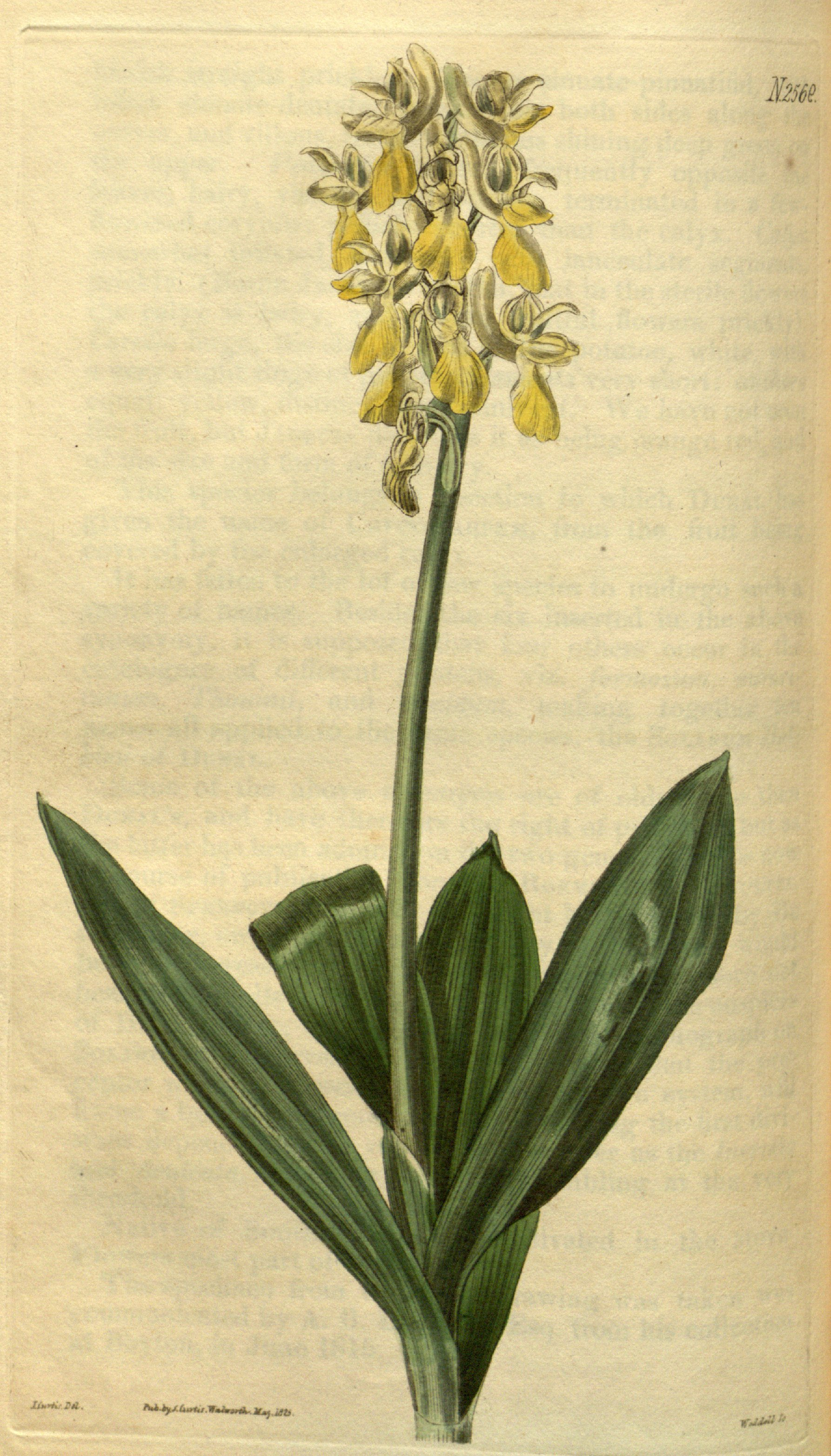
Planche illustrative, Curtis's Botanical Magazine, 1825

Plante : 15 à 40 cm, généralement robuste, à tige ronde.
Feuilles : 4 à 6, basilaires, larges et luisantes, sans macules.
Fleurs : jaune pâle, sans macules, prolongées par un éperon long et souvent ascendant. Périanthe aux pétales et sépale médian en casque. Labelle large et trilobé.
Bractées : aussi longues (voire plus longues) que les ovaires.

## Floraison
D'avril à juin, selon l'altitude.

## Habitat
Plante de mi-ombre surtout. Lisières forestières (feuillus et résineux), taillis, alpages, de 400 à 2 400 m (optimum à l'étage montagnard), sur terrains calcaires à légèrement acides.

## Répartition
Europe. Assez répandu à rare en France : Pyrénées, Massif central, Alpes, Haut-Rhin.

## Protection
En France, plante protégée régionalement : Alsace, Auvergne et Midi-Pyrénées (Tarn uniquement).
Statut de conservation UICN : Préoccupation mineure (LC).